# Prezi

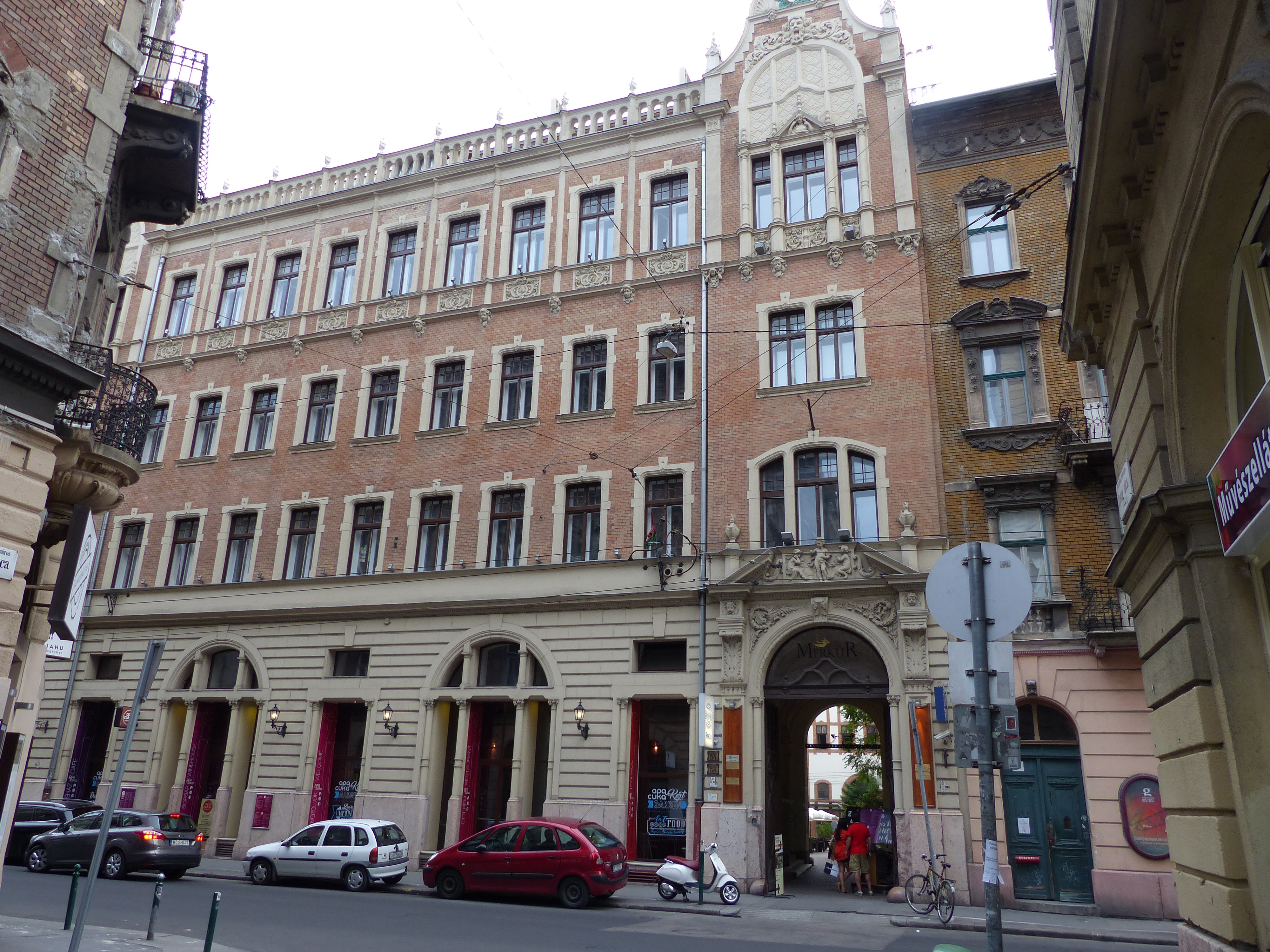
Prezi, Nagymező utca 54-56, Budapest

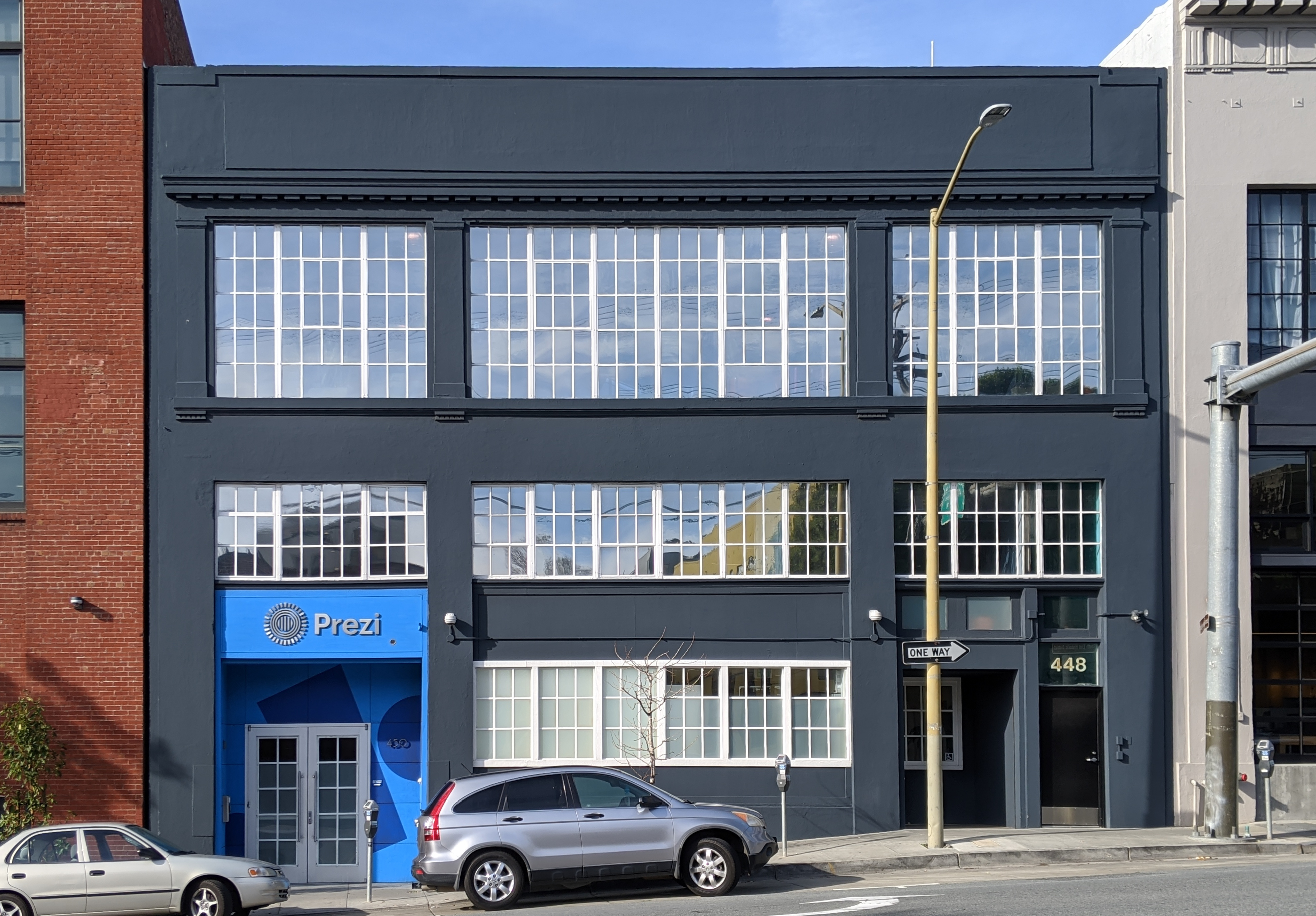
Prezi irodák, San Francisco

A Prezi (vagy Prezi.com) egy magyar alapítású internetes prezentációkészítő szoftver. A Prezi mottója, „Ideas matter” – „Az ötletek számítanak". A rendszer 2009. április 5-én kezdte meg működését, és jelenleg több mint 100 millió felhasználója van.

## Története
A Prezi a Kitchen Budapest, illetve a Magyar Telekom támogatásával jött létre 2008-ban azzal a céllal, hogy kiváltsa a lineáris, slide-alapú prezentációkészítést. A projektet pénzügyileg ma már a Sunstone Capital segíti, hogy meg tudjon felelni a nemzetközi elvárásoknak és terjeszkedni tudjon. A tényleges fejlesztést egy kis csapat végezte, Árvai Péter, Somlai-Fischer Ádám és Halácsy Péter alapítók vezetésével. 2009-ben, nem sokkal a cég alapítását követően a Prezi első befektetője lett a TED, a befektetést követően a cég megnyitotta első amerikai irodáját San Franciscóban.
A Prezit beválasztották a Microsoft központjában rendezett Startup konferenciára, másik 30 projekt közé. A kaliforniai Institute for the Future is használja a programot. Az amerikai piacra lépést követően a szoftvert az Egyesült Államokon kívül más angolul beszélő országokban is terjesztik.
2013-as szakértői becslések szerint a cég éves árbevétele 20 millió dollár lehet, piaci értéke pedig meghaladhatja a 100 millió dollárt.
2014. április 16-tól magyarul is használható.
2015-ben a Prezinek 60 millió regisztrált felhasználója volt, akik összesen 190 millió nyilvános prezit hoztak létre, és ezeket a preziket már egy milliárdszor nézték meg az interneten.
2018-ban a felhasználók száma elérte a 100 milliót, a preziket pedig összesen 3,5 milliárdszor nézték meg.

## Leírása
A Prezi egy nemlineáris felépítésű prezentációs eszköz, valójában egy virtuális vászon, melyre a prezentáció elemeit szabadon fel lehet vinni és rendezni. Mivel internetes szolgáltatás, ezért a számítógépre nem kell feltelepíteni, a regisztrációt követően azonnal használható a böngészőből. A felhasználók a webes felületen bejelentkezve láthatják saját prezentációikat, a megosztottakat, és a nem fizetők által gyártottakat is. A felhasználók csoportosíthatják ismerőseiket és prezentációikat is. Bármelyik prezentációt bárhonnan lehet módosítani, lejátszani, letölteni. Nincs dia, lap, oldal vagy bármely más korlátozás. A programban a path funkció helyettesíti a diaképsor linearitását. Eszköztára egyszerű, inkább a felhasználók kreativitására épít. Nyolc előre gyártott stíluscsomagot kínál a felhasználók részére, sem betűtípust, sem színeket nem lehet váltani még. A prezentációk tárolására 100 megabájtnyi tárhelyet biztosít. A képernyő bal felső sarkában helyezkednek el a kezelőszervek. A kezelőfelület egyszerű, a legtöbb funkció billentyűkombinációkkal is elérhető. Az oldalon oktató videó és kézikönyv segíti a tájékozódást.
Alapvetően három verzióból választhatnak a felhasználók: 
- Public: ingyenes, 100 MB tárhellyel rendelkezik, az így készített prezentációk nyilvánosak.
- Enjoy: éves díj ellenében a tárhely 500 MB-ra nő, a prezentációk privát mentésének lehetőségével.
- Pro: emelt éves díj ellenében 2 GB-ra bővül a tárhely, a szerkesztő felület titkosított csatornán érhető el, és jogosultságot biztosít offline szerkesztő felülethez is (Prezi Desktop).

Tanárok és diákok számára elérhető az Edu Enjoy és Edu Pro verziók, amelyek a hasonló nevű csomag szolgáltatását kínálják csökkentett áron.

## Díjak
- 2009 World Technology Award művészet kategória
- 2010 European Seal of e-Excellence Platinum Award[9]